# William E. Fuller

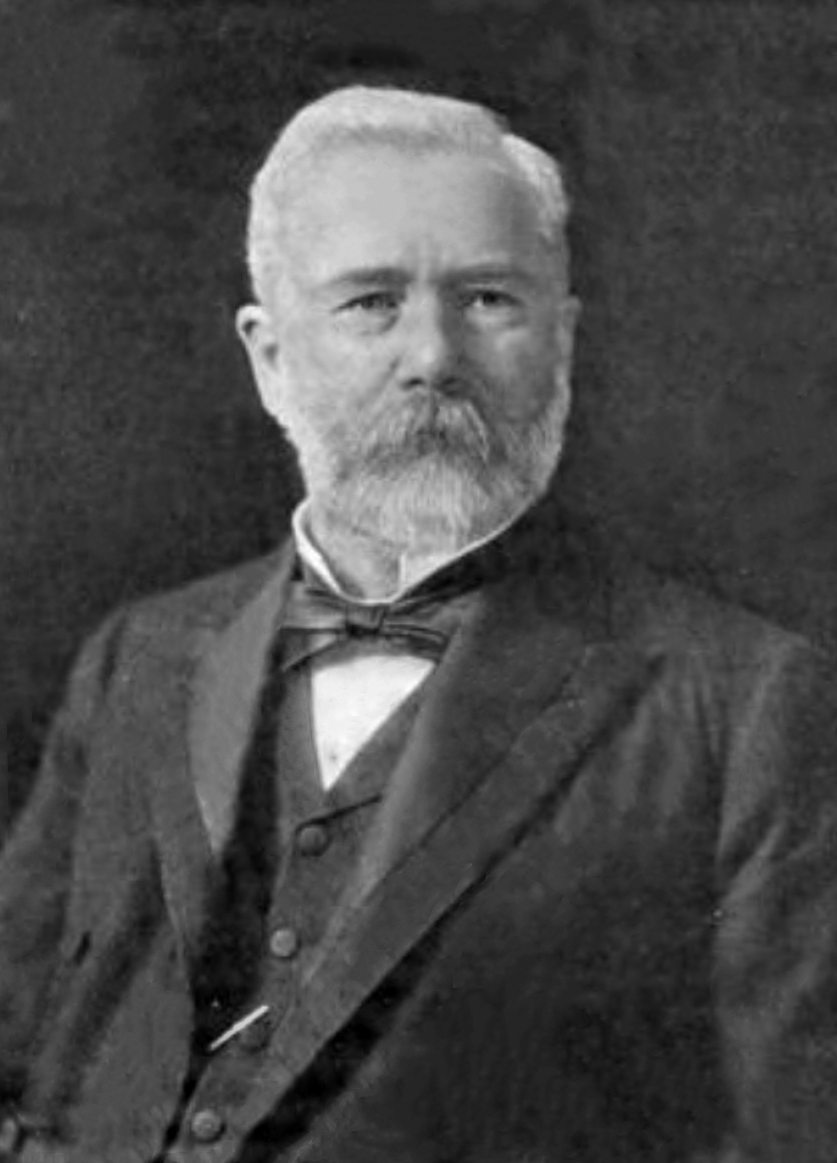
William E. Fuller (1902)

William Elijah Fuller (* 30. März 1846 in Howard,  Centre County, Pennsylvania; † 23. April 1918 in Washington, D.C.) war ein US-amerikanischer Politiker. Zwischen 1885 und 1889 vertrat er den Bundesstaat Iowa im US-Repräsentantenhaus.

## Werdegang
Im Jahr 1853 zog William Fuller mit seinen Eltern nach West Union im Fayette County in Iowa. Dort besuchte er die öffentlichen Schulen. Später studierte er an der Upper Iowa University in Fayette und der University of Iowa in Iowa City. Nach einem anschließenden Jurastudium, ebenfalls an der University of Iowa, und seiner im Jahr 1870 erfolgten Zulassung als Rechtsanwalt begann er in West Union in seinem neuen Beruf zu praktizieren.
Fuller war Mitglied der Republikanischen Partei. Zwischen 1866 und 1867 war er im Indianerbüro des Innenministeriums angestellt. Sechs Jahre lang saß er im Bildungsausschuss der Gemeinde West Union. Von 1876 bis 1877 war er Abgeordneter im Repräsentantenhaus von Iowa. Außerdem gehörte er dem regionalen Vorstand der Republikaner in Iowa an. 1884 wurde er im vierten Wahlbezirk von Iowa in das US-Repräsentantenhaus in Washington gewählt, wo er am 4. März 1885 die Nachfolge von Luman Hamlin Weller antrat. Nach einer Wiederwahl im Jahr 1886 konnte er bis zum 3. März 1889 zwei Legislaturperioden im Kongress absolvieren. Im Jahr 1888 lehnte er eine erneute Kandidatur ab.
Zwischen 1901 und 1907 war er Bundesanwalt in einer Kammer, die sich mit Ansprüchen aus dem Friedensvertrag ergaben, der den Spanisch-Amerikanischen Krieg von 1898 beendet hatte (Spanish Treaty Claims Commission). Danach arbeitete Fuller wieder als Rechtsanwalt. Er starb am 23. April 1918 in der Bundeshauptstadt Washington und wurde in West Union beigesetzt.